# Nanaka 6/17
Nanaka 6/17 (ななか6/17 Nanaka Jūnana-bun no Roku?) es un manga publicado por Akita Shoten en doce volúmenes de formato tankōbon, así como un anime trasmitido por la cadena TV Tokyo. La licencia de distribución la tiene ADV Films, EE.UU. La compañía Studio Ironcat, había planificado su estreno pero tuvo que vender los derechos debido a que cayó en bancarrota.

## Historia
Nanaka Kirisato es una joven de 18 años, es fría y solo se concentra en sus estudios pues piensa que así podrá madurar más rápido. Gracias a esto siempre esta sola a excepción de su amigo de la infancia Nenji Nagihara, aunque a diferencia de como eran antes su relación es más fría puesto que ya no son como lo eran antes. Pero esto cambia rotundamente cuando Nanaka cae por accidente de unas escaleras y al despertar se convierte en la tierna niña de seis años que era antes de que se enfocara en los estudios. Es así como Nenji decide cuidar a Nanaka mientras recupera la memoria y gracias a esto va madurando poco a poco.

## Personajes

### Principales
- Nanaka Kirisato (霧里七華?)

Voz por: Chiemi Chiba (Japonés), Monica Rial (Inglés)
- Nenji Nagihara (凪原稔二?)

Voz por: Kenichi Suzumura (Japonés), Yūko Sanpei (Japonés, pequeño), Chris Patton (Inglés)
- Yuriko Amemiya (雨宮ゆり子?)

Voz por: Yui Horie (Japonés), Kira Vincent-Davis (Inglés)

### Secundarios
- Jinpachi Arashiyama (嵐山甚八?)

Voz por: Tomoyuki Shimura (Japonés), Christopher Ayres (Inglés)
- Atsuki Arashiyama (嵐山五月?)

Voz por: Kaori Nazuka (Japonés), Jessica Boone (Inglés)
- Kuriko Aratama (霰玉九里子?)

Voz por: Sakura Nogawa (Japonés), Sasha Paysinger (Inglés)

### Otros
- Magical Domiko (まじかるドミ子?)/Miko Shishido (宍戸美子?)

Voz por: Asami Sanada (Japonés), Luci Christian (Inglés)
- Pikota (ピコ太?)

Voz por: Mika Kanai (Japonés), Tiffany Grant (Inglés)
- Chemical Kemiko (ケミカルケミコ?)

Voz por: Sanae Kobayashi (Japonés), Nancy Novotny (Inglés)
- Yoshida

## Lista de episodios
| Episodio | Título                                                                                      | Fecha de transmisión |
| -------- | ------------------------------------------------------------------------------------------- | -------------------- |
| 1        | Nanaka Kirisato, 6 años de edad! / Kirisato Nanaka Roku-sai! (「きりさとななか、６さい！」) | 2003-01-08           |
| 2        | Nanaka la Pianista / Pianisuto Nanaka (「ピアニストななか」)                                | 2003-01-15           |
| 3        | Nanaka la hermana mayor / Onee-sama Nanaka (「おねえさまななか」)                           | 2003-01-22           |
| 4        | 3 personas intimas / 3-nin Nakayoshi Nanaka (「３人なかよしななか」)                        | 2003-01-29           |
| 5        | Nanaka's Cita triple / 3-nin Dehto Nanaka (「３人デートななか」)                            | 2003-02-12           |
| 6        | La excursión de Nanaka (「修学旅行ななか」)                                                 | 2003-02-12           |
| 7        | El viaje de estudios continua (「旅行の続きななか」)                                        | 2003-02-19           |
| 8        | La enfermera Nanaka / Nurse na Nanaka (「ナースなななか」)                                  | 2003-02-26           |
| 9        | Festival Escolar con Nanaka (「文化祭ななか」)                                              | 2003-03-05           |
| 10       | Para Nanaka de Nanaka / Nanaka Kara Nanaka (「七華からななか」)                             | 2003-03-12           |
| 11       | Domical Nanaka (「ドミかるななか」)                                                         | 2003-03-19           |
| 12       | Nanaka Kirisato, 17 años / Kirisato Nanaka Juu-Nana-sai (「霧里七華17歳」)                  | 2003-03-26           |
| 13       | Nanaka la distracción                                                                       | N/A                  |

- Datos: Q1101127